# Bonjeruk
Bonjeruk is een bestuurslaag in het regentschap Centraal-Lombok van de provincie West-Nusa Tenggara, Indonesië. Bonjeruk telt 8548 inwoners (volkstelling 2010).